# Buchhof (Täferrot)
Buchhof ist ein Einzelhof der Gemeinde Täferrot im Ostalbkreis in Baden-Württemberg.

## Beschreibung
Der Ort liegt etwa zwei Kilometer nördlich von Täferrot. Der Ort liegt nicht an einer durchgehenden Straße, sondern am Ende einer nur sehr kleine Straße.
Naturräumlich liegt der Ort auf der Frickenhofer Höhe, einem Unterraum des Östlichen Albvorlands. Der Hof liegt auf dem Osthang des zur Lein fließenden Sulzbachs.

## Geschichte
Der Ort war einst rechbergisches Lehen der Reichsstadt Gmünd. Um 1870 hatte der Ort 11 Einwohner.